# Konzulat Republike Slovenije v Cerexhe-Heuseuxu
Konzulat Republike Slovenije v Cerexhe-Heuseuxu je diplomatsko-konzularno predstavništvo (konzulat) Republike Slovenije s sedežem v Cerexhe-Heuseuxu (Belgija); spada pod okrilje Veleposlaništvu Republike Slovenije v Belgiji.
Trenutni častni konzul je Louis J.P. Coch.